# بيل هنتر (لاعب كرة قاعدة أمريكي)
بيل هنتر (بالإنجليزية: Bill Hunter)‏ هو لاعب كرة قاعدة أمريكي، ولد في 8 يوليو 1887 في بوفالو في الولايات المتحدة، وتوفي بنفس المكان في 10 أبريل 1934.

## وصلات خارجية
- بيل هنتر (لاعب كرة قاعدة أمريكي) على موقعبيزبول رفرنس.كوم (الدوري الرئيسي) (الإنجليزية)
- بيل هنتر (لاعب كرة قاعدة أمريكي) على موقعبيزبول رفرنس.كوم (الدوري الثانوي) (الإنجليزية)